# The Devil's Brother
The Devil's Brother is een avondvullende speelfilm van Laurel en Hardy uit 1933.

## Verhaal
In het Italië van het begin van de 19e eeuw zijn Stanlio en Ollio slachtoffers van struikrovers en besluiten zelf ook mensen te gaan beroven. Met hun eerste slachtoffer krijgen ze medelijden en geven uiteindelijk hem geld. Vervolgens komen ze de beruchte 
bendeleider Fra Diavolo tegen. De poging om hem te beroven eindigt in een kansloos fiasco en ze worden ingelijfd in de bende. Ze moeten meehelpen de kostbaarheden van lord Rocberg (James Finlayson) te stelen. Dit loopt uiteraard mis en ze worden ter dood veroordeeld. Ze weten te ontsnappen als Stanlio zijn neus snuit en een stier op de rode zakdoek komt afstormen.

## Rolverdeling
| Acteur          | Personage                        |
| --------------- | -------------------------------- |
| Stan Laurel     | Stanlio                          |
| Oliver Hardy    | Ollio                            |
| Dennis King     | Fra Diavolo/Marquis de San Marco |
| Thelma Todd     | Lady Pamela                      |
| James Finlayson | Lord Rocburg                     |
| Lucile Browne   | Zerlina                          |
| Arthur Pierson  | Lorenzo                          |
| Henry Armetta   | Matteo The Innkeeper             |
| Matt McHugh     | Francesco                        |
| Lane Chandler   | Lieutenant                       |
| Nina Quartero   | Rita                             |
| Wilfred Lucas   | Alessandro                       |
| James C. Morton | houthakker                       |
| John Qualen     | eigenaar stier                   |
| Arthur Stone    | Brigand                          |
| Leo White       | tavernehouder                    |

### Knietje neusje oortje en vingerslingertje
Stan voert in deze film enkele behendigheidsspelletjes uit om de tijd de doden: knietje neusje oortje en vingerslingertje. Ollie probeert hem na te doen maar het lukt hem niet.